# Associatie van paarbladig goudveil
De associatie van paarbladig goudveil (Pellio-Chrysosplenietum) is een associatie uit het verbond van veldkers en bronkruid  (Cardamino-Montion).

## Naamgeving en codering
| Synoniemen                                                                            |
| ------------------------------------------------------------------------------------- |
| Pellio epiphyllae-Chrysosplenietum oppositifolii Maas 1959 em. Siebum, Scham. & Weeda |
| Cardamino-Chrysosplenietum oppositifolii Niemann et al 1973                           |

- Syntaxoncode voor Nederland (rVvN): r07Aa02

De wetenschappelijke naam Pellio-Chrysosplenietum is afgeleid van de botanische namen van twee diagnostische soorten binnen de associatie. Dit zijn gewoon plakkaatmos (Pellia epiphylla) en paarbladig goudveil (Chrysosplenium oppositifolium).

## Fysiognomie
Het zijn laagblijvende, vooral kussenvormende planten die de fysiognomie van de associatie bepalen.

## Ecologie
De associatie van paarbladig goudveil komt voor op beschaduwde tot halfbeschaduwde standplaatsen aan de randen van bronnen en langs oevers van bronbeken. Het gaat om matig snelstromend tot snelstromend, neutraal tot zwak basisch, mesotroof zoetwater.

## Syndynamiek
De associatie van paarbladig goudveil is een permanente pioniervegetatie die tegelijkertijd ook de climaxvegetatie is (wanneer men de hydrologie niet aantast).

## Subassociaties in Nederland en Vlaanderen
In Nederland en Vlaanderen onderscheidt men binnen de associatie van paarbladig goudveil een drietal subassociaties.
- soortenarme subassociatie
- subassociatie met gewoon plakkaatmos
- subassociatie met gewoon diknerfmos